# Love Again
"Love Again" é uma canção gravada pela cantora britânica Dua Lipa para seu segundo álbum de estúdio Future Nostalgia (2020). Foi escrita por Lipa com Clarence Coffee Jr., Chelcee Grimes, e seu produtor Koz, com produção adicional de Stuart Price. A faixa foi enviada para estações de rádios da França em 11 de março de 2021, como sexto single do álbum. "Love Again" contém sample de "My Woman" (1932) por Al Bowlly, assim Bing Crosby, Max Wartell e Irving Wallman também são creditados como compositores.

## Lançamento e promoção
"Love Again" foi lançada pela Warner Records em 27 de março de 2020 como a oitava faixa do segundo álbum de estúdio de Lipa, Future Nostalgia. Ela cantou a canção pela primeira vez em 30 de março de 2020 em uma apresentação virtual para a Amazon Music UK. Um lyric video foi lançado em 9 de abril de 2020. Em 29 de maio de 2020, ela a apresentou em uma transmissão ao vivo beneficente para a pandemia de COVID-19. Lipa cantou durante o NPR Tiny Desk Concert, lançado em 4 de dezembro de 2020. Lipa descreveu a performance como uma versão "especial" da canção, e o concerto foi filmado em Londres em vez de Washington, D.C. onde os concertos normalmente ocorrem devido à pandemia de COVID-19. A canção apareceu em um episódio da Song Exploder na Netflix, lançado em 15 de dezembro de 2020. Lipa tocou "Love Again" na estação Today's Hits da Pandora em 12 de fevereiro de 2021. Em 19 de fevereiro de 2021, ela apresentou a faixa durante o evento Time 100 de 2021, juntamente com seu single "Levitating" de 2020. "Love Again" foi enviada para estações de rádios mainstream da França em 11 de março de 2021, como sexto single do álbum. Em 11 de maio, ela apresentou no Brit Awards de 2021.

## Videoclipe
O videoclipe de "Love Again" foi lançado em 4 de junho de 2021.

## Faixas e formatos
| Download digital / streaming |              |         |  |
| N.º                          | Título       | Duração |  |
| 1.                           | "Love Again" | 4:18    |  |

| Download digital / streaming (Remix de Horse Meat Disco) |                                       |         |  |
| N.º                                                      | Título                                | Duração |  |
| 1.                                                       | "Love Again" (Horse Meat Disco Remix) | 5:31    |  |

## Desempenho comercial

### Posições nas tabelas musicais
| Tabela musical (2020–2021)                    | Melhor posição |
| --------------------------------------------- | -------------- |
| Bélgica (Ultratip Bubbling Under de Flandres) | 18             |
| Bélgica (Ultratop 50 da Valônia)              | 34             |
| Eslováquia (Singles Digitál Top 100)          | 69             |
| Espanha (PROMUSICAE)                          | 90             |
| França (SNEP)                                 | 105            |
| Hungria (Rádiós Top 40)                       | 34             |
| Hungria (Single Top 40)                       | 19             |
| Lituânia (AGATA)                              | 43             |
| Portugal (AFP)                                | 107            |
| Reino Unido (Singles Downloads Chart)         | 61             |
| Reino Unido (Audio Streaming Chart)           | 61             |
| Romênia (Romanian Top 100)                    | 86             |

## Certificações
| Região (Empresa) | Certificação | Vendas/Streams |
| --- | ------------ | -------------- |
| Brasil (Pró-Música Brasil) | Diamante     | 160,000‡       |
| Canadá (MUSIC CANADA) | 2× Platina   | 160,000        |
| Itália (FIMI) | Platina      | 70,000         |
| Finlândia | Platina      | 20,000         |
| Noruega (IFPI Norway) | Ouro         | 35,000‡        |
| Portugal (AFP) | Ouro         | 20,000‡        |
| Grécia | Ouro         | 3,000‡         |
| Reino Unido (BPI) | Prata        | 200,000        |
| Streaming |              |                |
| Polónia (ZPAV) | Platina      | 50.000.000     |
| *vendas baseadas apenas na certificação ^distribuições baseadas apenas na certificação ‡vendas+valores de streaming baseados apenas na certificação |              |                |

## Históricos de lançamentos
| Região         | Data                   | Formato(s)                 | Versão                    | Gravadora | Ref.   |
| -------------- | ---------------------- | -------------------------- | ------------------------- | --------- | ------ |
| Várias         | 11 de setembro de 2020 | Download digital streaming | Remix de Horse Meat Disco | Warner    | [ 14 ] |
| França         | 11 de março de 2021    | Rádios mainstream          | Radio edit                | Warner    | [ 1 ]  |
| Várias         | 4 de junho de 2021     | Download digital streaming | Original                  | Warner    | [ 13 ] |
| Austrália      | 6 de junho de 2021     | Rádios mainstream          | Radio edit                | Warner    | [ 29 ] |
| Itália         | 11 de junho de 2021    | Rádios mainstream          | Radio edit                | Warner    | [ 30 ] |
| Estados Unidos | 6 de julho de 2021     | Rádios mainstream          | Original                  | Warner    | [ 31 ] |